# Slane Castle
Slane Castle är ett slott i Slane i grevskapet Meath på Irland. Familjen Conyngham äger slottet ända sedan 1800-talet. Slottet används ofta som arena för konserter och slottets ägor kan ta 80 000 personer i publiken vid en konsert.

## Slane Concert
Man har arrangerat konserter vid slottet sedan 1981, med artister som The Rolling Stones, U2, Robbie Williams, Red Hot Chili Peppers, Queen, David Bowie, Neil Young, Bryan Adams, Bob Dylan, Bruce Springsteen, Guns N' Roses, Madonna, R.E.M., Foo Fighters, Bon Jovi, Celtic Woman och Oasis.

## Historik

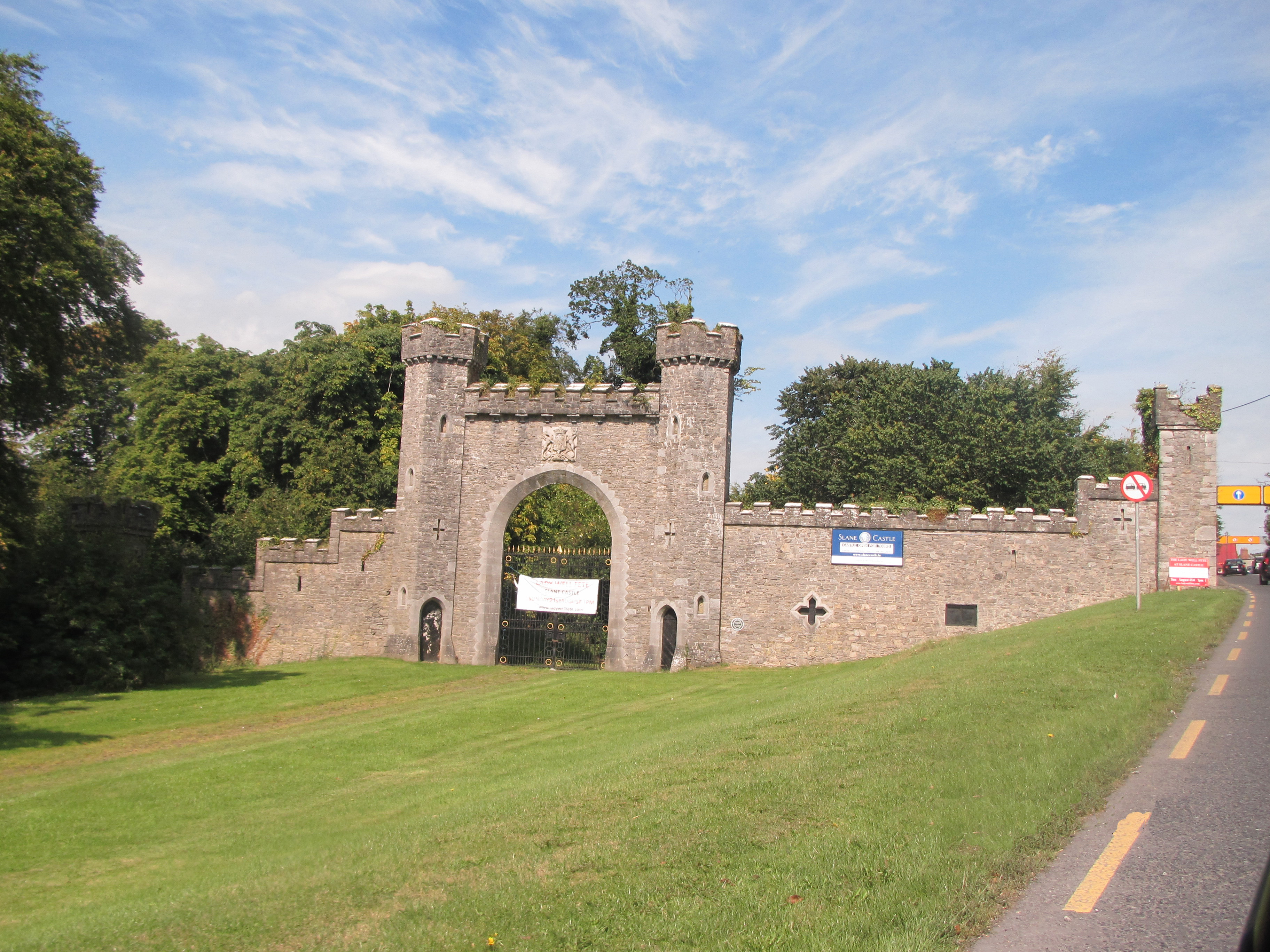
Den tidigare ingången till Slane Castle

Slottet, som ligger några kilometer norr om Newgrange och platsen för Slaget vid Boyne, fick sin nuvarande form under ledning av William Burton Conyngham, tillsammans med dennes brorson Den förste markisen av Conyngham. Byggnadsverket stod klart 1785 och utfördes huvudsakligen av James Gandon, James Wyatt och Francis Johnston. Francis Johnston var också ansvarig arkitekt för den gotiskinspirerade ingången vid Mill Hill, öster som slottet. 
Conynghams är ursprungligen en skotsk protestantisk släkt som bosatte sig i området år 1611. Familjen kom därigenom att ta över markerna runt byn Mountcharles (irl. Tamhnach an tSalainn), inte långt från staden Donegali grevskapet med samma namn. Den dåtida ägaren och familjeöverhuvudet, Charles Conyngham, döpte om byn till Mountcharles. Familjen hade också stora ägor i västra Donegal, särskilt i området The Rosses. 
Kopplingen mellan Conynghams och egendomen går tillbaka mer än 300 år, då man förvärvade den år 1701 efter Williamskrigen. Vid den tiden flyttade familjen sitt huvudsäte till Slane Castle.
Tidigare hade Slane Castle varit i släkte Flemings ägo,  en engelsk-normandisk katolsk familj som anslutit sig till Jakobiterna under det Pfalziska tronföljdskriget. Efter att den jakobitiska sidan segrat konfiskerades Flemings egendomar. Den siste nnehavaren av titeln Fleming, lord of Slane, var Christopher, den 17:e baronen av Slane (1669-14 juli 1726; adlad The 1st Viscount Longford av drottning Anna år 1713). Slottets nuvarande ägare är Henry Conyngham, som kallar sig själv 8:e markisen av Conyngham
År 1991 skadades slottet svårt i en brand som totalförstörde den östra delen mot ån Boyne. Slottet öppnades på nytt år 2001 efter att ha renoverats under tio års tid. År 2003 hittades en kanon i ån utanför slottet.
Vid den östra delen av domänerna, mellan ån Boyne och kyrkan i Slane, lgger ruinerna efter St. Erc's Hermitage, ett kapell i flera våningar från 1400-talet. Ungefär 500 meter väster om St. Erc's Hermitage ligger en källa. I den irländska mytologin, Cath Maige Tuireadh, sägs det att källan välsignats av guden Dian Cecht så att Tuatha Dé Danann kunde bada i den och bli helade, enligt sägnen från alla sina dödliga sår utom halshuggning. I och med kristendomens införande, och enligt riktlinjerna i Interpretatio Christiana i de delar som avser hedniska platser, kallas källan numer Our Lady's Well ("Vårfrukällan").